# Київський академічний театр драми і комедії на лівому березі Дніпра
Київський академічний театр драми і комедії на лівому березі Дніпра — театр у Києві, заснований наприкінці 1970-х років.

## Історія
Перший збір трупи театру відбувся 7 вересня 1978 року, а перша прем'єра («Высшая точка — любовь» Родіона Феденьова) — 21 квітня 1979 року у приміщенні Республіканського театру ляльок по вулиці Шота Руставелі, 13.
Багато років театр не мав власного приміщення. У травні 1982 року міська влада передала молодому театрові будівлю кінотеатру «Космос» на лівобережному масиві. Перебудоване приміщення стало першим театром на київському лівобережжі, а також першим новим театром у Києві за повоєнні роки. 21 грудня 1990 року виставою «Я завжди твоя наречена» за Отаром Іоселіані відбулося офіційне відкриття приміщення театру на лівому березі Дніпра.
Виставою «Брехня» за п'єсою Володимира Винниченка у постановці Олександр Балабан 1992 року було відкрито сторінку україномовних вистав театру.
Театр гастролював у Росії, Грузії, Білорусі, Латвії, Литві, Німеччині. В Україні вистави грали у Дніпропетровську, Одесі, Севастополі, Чернігові, Львові, Івано-Франківську, Полтаві, Тернополі, Дрогобичі, Ужгороді. За період 2000–2004 років театр брав участь у різноманітних міжнародних театральних фестивалях: Міжнародному фестивалі країн СНД та Балтії «Балтійський дім» у Санкт-Петербурзі, «Біла Вежа» у Бресті, «Граємо Гоголя» у Полтаві, фестивалях російської класики у Гомелі, Тольятті, Брянську, Міжнародному фестивалі «Херсонеські ігри» у Севастополі, Міжнародному фестивалі «Золотий Лев» у Львові, фестивалі «Добрий театр» у Енергодарі, «Вересневі самоцвіти» у Кіровограді, «Прем'єри сезону» у Івано-Франківську та інші, а також Днях української культури за кордоном (виставу «Трохи вина… або 70 обертів» за Луїджі Піранделло грали у Парижі та Нансі, а виставою «Майн Камфп, або Шкарпетки в кавоварці» за п'єсою Джорджа Таборі було представлено київську театральну культуру під час проведення днів культури Києва.
2019 року у конкурсі на керівну посаду переміг Стас Жирков. Нова команда ініціювала та провела ребрендинг театру, переосмислила та перезапустила театр. Після звільнення Стаса Жиркова у жовтня 2022 року, з січня 2023-го театр очолила Олеся Жураківська.

## Репертуар

### Під керівництвомЕдуарда Митницького
- 1979, 21 квітня — «Найвища точка — кохання» Родіона Феденьова; реж. Едуард Митницький
- 1979 — «Тривога» Олександра Петрашкевича
- 1979 — «Драма в учительській» за п'єсою «Шкільна драма» Ярослава Стельмаха
- 1979 — «Мені 30 років» Лариси Хоролець
- 1980 — «Ми, що нижче підписалися» Олександра Гельмана
- 1981 — «Зустрінемось, зізвонимось» за п'єсою «Гра на клавісині» Ярослава Стельмаха
- 1981 — «Пісенька про кохання і печаль» Леоніда Жуховицького
- 1981 — «Що трапилося, мосьє?» за п'єсою «Будинок, де грюкають двері» М. Фермо
- 1981 — «Молва» Афанасія Салинського
- 1982 — «Жарт диявола» М. Поповича
- 1982 — «Любов під в'язами» Юджина О'Ніла; постановка І. Пеккера, реж. Б. Литвин
- 1982 — «Настасья Филипповна» Федіра Достоєвського; реж. В. Салюк
- 1982 — «Правда пам'яті» Азата Абдулліна
- 1983 — «Закон вічності» Нодара Думбадзе
- 1983 — «Манон Леско» В. Незвала; реж. Юрій Погребнічко
- 1983 — «Свята Святих» І. Друце; реж. І. Пеккер
- 1984 — «Агент 00» Г. Боровика
- 1984 — «Гамлет» В. Шекспіра; реж. Едуард Митницький
- 1985 — «Готель „Асторія“» О. Штейна
- 1985 — «Солодка собачка» А. Салинського
- 1985 — «Чайка» А. Чехова; реж. Валентин Козьменко-Делінде
- 1986 — «Провінціалки» Я. Стельмаха
- 1986 — «Все в саду» Е. Олбі
- 1986 — «Оптимістична трагедія» Вс. Вишневського
- 1986 — «Дві Баби-Яги» Р. Сефа, Т. Кареліної
- 1987 — «Блондинка» О. Володіна
- 1987 — «Спортивні сцени 1981 року» Е. Радзинського
- 1988 — «Лев взимку» Дж. Голдмена
- 1988 — «Прощавай, Іудо…» І. Ірединьського
- 1988 — «Він і Вона» за п'єсою О. Гельмана «Лавка»
- 1988 — «Собаче серце» М. Булгакова; реж. Г. Боровик
- 1989 — «Смак меду» Шейли Ділені; реж. Олександр Балабан
- 1989 — «Дерев'яний король» В. Зиміна
- 1990 — «Сьогодні я стану жінкою» А. Салинського
- 1991 — «Полонений тобою» А. Амальріка; реж. Юрій Одинокий
- 1991 — «Флоранс була шатенкою» за п'єсою «За зачиненими дверима» Ж.-П. Сартра
- 1991 — «Я вам потрібен, панове!» за п'єсою «На кожного мудреця доволі глупоти» О. Островського; реж. Едуард Митницький
- 1991 — «Гра любові та смерті» Р. Роллана; реж. Олексій Лісовець
- 1992 — «Брехня» В. Винниченка; реж. Олександр Балабан
- 1993 — «Умови диктує леді» Е. Еліса, С. Різа; реж. Олександр Балабан
- 1993 — «Подружнє життя» А. Салинського; реж. Олександр Балабан (першопрочитання п'єси)
- 1993, 26 травня — «Чарівниця» за п’єсою «Безталанна» І. Карпенка-Карого; реж. Дмитро Богомазов
- 1993 — «Каприз принцеси» С. Ципіна
- 1994 — «Безкінечна подорож» В. Іванова
- 1994 — «Олеся» М. Кропивницького; реж. Дмитро Лазорко
- 1995 — «Майн Камфп, або Шкарпетки в кавоварці» Д. Таборі
- 1996 — «Білий джаз Кароліни Ешлі» С. Моема
- 1996 — «Трамвай бажань» Т. Вільямса; реж. І. Равицький
- 1996 — «Комедія про принадність гріха» за п'єсою «Мандрагора» Н. Макіавеллі; реж. Юрій Одинокий
- 1996 — «Вельний бранець королеви» та «Двоглавий орел» за Жаном Кокто; реж. Олексій Лісовець
- 1997 — «Кручений біс» Ф. Сологуба; реж. Юрій Одинокий
- 1997 — «Живий труп» Л. Толстого
- 1997 — «Рогоносець» Ф. Кроммелінка; реж. Олексій Лісовець
- 1998 — «Європа може зачекати!» за п'єсою «Склянка води» Е. Скріба; реж. Віталій Кіно
- 1998 — «Ідеальний чоловік» О. Уайльда; реж. Олександр Балабан
- 1999 — «Довічний чоловік» Ф. Достоєвського; реж. Олексій Лісовець
- 2000 — «Анна Кареніна» Л. Толстого; реж. Едуард Митницький
- 2000 — «Нехай одразу двох не любить…» М. Старицького; реж. М. Яремків
- 2001 — «Стародавня професія» П. Вогела
- 2001 — «Глядачі на виставу не допускаються!» за п'єсою «Театр» М. Фрейна
- 2001 — «Брехуни» О. Ірванця; реж. Андрій Крітенко
- 2002 — «Одруження» М. Гоголя; реж. Юрій Одинокий
- 2003 — «Море… Ніч… Свічки…» за п'єсою «Це велике море» Й. Бар-Йосефа
- 2004 — «Наше містечко» Т. Вайлдера
- 2004 — «Таємниця пристрасті жагучої» за п'єсою «Романтики» Е. Ростана; реж. Костянтин Добрунов
- 2004 — «Вишневий сад» А. Чехова
- 2006 — «Голубчики мої!..» за творами Ф. Достоєвського і О. Володіна
- 2007 — «Рожевий міст» Р. Воллера; реж. Катерина Степанкова
- 2008, 9 вересня — «Дні пролітають зі свистом…» М. Коляди[5]
- 2008 — «Річард III» В. Шекспіра; реж. Андрій Білоус[5]
- 2008 — «Лоліта» В. Набокова; реж. Андрій Білоус
- «Ліола» Луїджі Піранделло; реж. Олексій Лісовець
- 2010, 11 грудня — «Три сестри» Антона Чехова; реж. Едуард Митницький[5]
- 2012 — «Карнавал плоті» за п'єсою «Войцек» Георга Бюхнера[6]
- 2018, 26 січня — «Умовно звільнені» Дідьє ван Ковелера; реж. Катерина Степанкова[7]
- 2018, 29 квітня — «Дім на краю душі» за мотивами п'єси «Іфігенія» Д. Нігро[en]; реж. Тамара Трунова[8][9]
- 2018, 23 червня — «Кохання, джаз і чорт» Юозаса Грушаса; реж. Владислава Поповиченко
- 2018, 29 червня — «Розлучник» Іона Сапдару; реж. Олексій Лісовець[10]
- 2018, 24 листопада — «Гульвіса» за п'єсою «Розпусник[fr]» Е.-Е. Шмітта; реж. Ігор Грінберг

Прем'єри між керівництвом
- 2019, 22 грудня — «Брехня» В. Винниченка; реж. Анна Козирицька[11][12]
- 2019, 23 лютого — «ГолохвастOFF» за мотивами п'єси «За двома зайцями» М. Старицького; реж. Анастасія Осмоловська

### Під керівництвом Стаса Жиркова, Олесі Жураківської
- 2019, 11 травня — «Клас» П. Ар'є, С. Жиркова та акторів вистави; реж. Стас Жирков
- 2019, 17 травня — «Погані дороги» Н. Ворожбит; реж. Тамара Трунова (друга редакція)
- 2019, 15 червня — «Романтика» М. Хвильового; реж. Олександр Середин
- 2019, 22 червня — «Лондон» Максима Досько; реж. Павло Ар'є (друга редакція)
- 2019, 6 вересня — «Гарантія 2 роки» за п'єсою «Людяна людина» Сіррку Пелтоли; реж. Тамара Трунова[13][14]
- 2019, 19 жовтня — «Альбатроси» за п'єсою «З життя корисних копалин» Фредеріка Строппеля; реж. Стас Жирков
- 2019, 23 листопада — «Токсини» Кшиштофа Бізьо; реж. Олексій Лісовець
- 2019, 14 грудня — «Сімейний альбом / Album di Famiglia» М. Спіацці; реж. Маттео Сп'яцці (Італія)
- 2020, 1 лютого — «13 перших правил» Дмитра Богославського; реж. Стас Жирков
- 2020, 1 березня — «Усі найкращі речі» Дункана МакМілана[en]; реж. Тамара Трунова[15]
- 2020, 6 березня — «VIÑO» П. Ар'є; реж. Євген Корняг
- 2020, 24 жовтня — «Людина з…» за п’єсою «Людина з Подольська» Дмитра Данілова; реж. Дмитро Богославський (Білорусь)[16][17]

## Творчий склад
Курсивом позначені актори, які на сьогодні не працюють у театрі.

### Директор-художній керівник
- Едуард Митницький — Народний артист України, Народний артист Росії (до 31.10.2018)
- Стас Жирков (з 2019 до 2022)[18]
- Олеся Жураківська (з 12 січня 2023)[19]

### Режисери
- Андрій Білоус (до 2012-го)
- Дмитро Богомазов (1993–2000; 2011–2017)
- Олексій Лісовець
- Тамара Трунова
- Стас Жирков

З театром співпрацювали
- Дмитро Богославський
- Максим Голенко
- Таня Губрій
- Євген Корняг
- Олександр Середін
- Маттео Спіацці

### Актори
- Архангельська Оксана Володимирівна
- Білецька Неоніла Миколаївна (Народна артистка України)
- Боклан Микола Володимирович (Заслужений артист України) (2017–???)
- Бушевська Олена Сергіївна
- Вахліовський Антон Сергійович
- Волчкова Юлія Вадимівна (Заслужена артистка України) (1995–2018)
- Ганноченко Олександр Павлович (Народний артист України)
- Горянський Володимир Вікторович (Народний артист України)
- Досенко Михайло Сергійович
- Жданов Віктор Петрович (Заслужений артист України)
- Жданова Оксана Вікторівна
- Жураківська Олеся Вікторівна
- Задніпровський Володимир Миколайович (Заслужений артист України)
- Золотько Світлана Григорівна (Заслужена артистка України)
- Ісаєнко Андрій Миколайович
- Карпенко Анастасія Валеріївна
- Качан Катерина Георгіївна
- Кибальникова Тамара Пилипівна (Заслужена артистка України)
- Кіреєва Анастасія Вадимівна
- Колесніченко Олена Анатоліївна
- Комарова Тетяна Олександрівна
- Корнєєва Галина Миколаївна
- Костишин Костянтин Якович
- Круликовська Тетяна Юріївна (Заслужена артистка України)
- Кукуюк Михайло Петрович
- Лаврик Оксана Миколаївна
- Литвин Юрій Федорович
- Майкут Кирило Валерійович
- Мак Ірина Ігорівна
- Масленнікова Алла Анатоліївна
- Мельник Ірина Василівна (Заслужена артистка України)
- Миронов Петро Григорович (Заслужений артист Росії)
- Мовчан Володимир Васильович
- Мостренко Андрій Петрович (Заслужений артист України)
- Ніколаєва Ксенія Миколаївна (Народна артистка України)
- Орліченко Світлана Борисівна (Заслужена артистка України)
- Піскунов Олександр Володимирович
- Роговцева Ада Миколаївна (Народна артистка СРСР, Народна артистка України, Герой України)
- Салій Ватілій Миколайович
- Самаєва Леся Василівна (Заслужена артистка України)
- Самінін Андрій Миколайович (Заслужений артист України)
- Сеїтаблаєв Ахтем Шевкетович (Заслужений артист Автономної Республіки Крим, лауреат Державної премії Автономної Республіки Крим)
- Солодов Сергій Миколайович (Заслужений артист України)
- Сомов Лев Миколайович (Народний артист України)
- Топчій Ганна Анатоліївна
- Цивінський Володимир Васильович
- Циганенко Наталія Іванівна
- Шеховцов В'ячеслав Леосифович
- Штанько Світлана Валеріївна
- Ященко Анатолій Федорович (Народний артист України)

## Нагороди та номінації
За час існування премії «Київська пектораль» театр отримав 15 нагород майже у всіх її номінаціях.